# Фулер Ејкерс (Калифорнија)
Фулер Ејкерс (енгл. Fuller Acres) насељено је место без административног статуса у америчкој савезној држави Калифорнија.

## Демографија
По попису из 2010. године број становника је 991.
| Група             | 2000.    | 2010.       |
| Белци             | 0 (0,0%) | 192 (19,4%) |
| Афроамериканци    | 0 (0,0%) | 13 (1,3%)   |
| Азијати           | 0 (0,0%) | 1 (0,1%)    |
| Хиспаноамериканци | 0 (0,0%) | 768 (77,5%) |
| Укупно            | 0        | 991         |